# Minilimosina tenera
Minilimosina tenera är en tvåvingeart som beskrevs av Rohacek 1983. Minilimosina tenera ingår i släktet Minilimosina och familjen hoppflugor. Arten är reproducerande i Sverige. Inga underarter finns listade i Catalogue of Life.